# Intercambio Interparlamentario de Información sobre la Unión Europea
El Intercambio Interparlamentario de Información sobre la Unión Europea, IPEX  (por sus siglas en inglés), es una plataforma que tiene como objetivo el intercambio de información entre los Parlamentos nacionales de la Unión Europea y de estos con el Parlamento Europeo en temas relacionados con la Unión Europea, especialmente en lo referido a las previsiones del Tratado de Lisboa. El Tratado de Lisboa regula explícitamente el papel de los Parlamentos nacionales en el Protocolo sobre el papel de los parlamentos nacionales de la Unión Europea y en el Protocolo de aplicación de los principios de subsidiariedad y proporcionalidad.

## Historia y papel de IPEX
IPEX es el resultado de una Recomendación de la Conferencia de Presidentes de los Parlamentos de la Unión Europea que tuvo lugar en Roma en el año 2000. En junio de 2006, durante la Conferencia de Presidentes en Copenhague, se puso en marcha de forma oficial el sitio web de acuerdo con las Directrices para la Cooperación Interparlamentaria acordadas en La Haya en el año 2004. El sitio web se rediseñó con posterioridad, lanzando su nuevo formato en 2011.
IPEX tiene como objetivo ser soporte para: la Conferencia de Presidentes; la Conferencia de Órganos Especializados en Asuntos de la Unión Europea (COSAC); las reuniones de comisiones especializadas en asuntos europeos de los Parlamentos nacionales y del Parlamento Europeo; las reuniones interparlamentarias; y las oficinas de enlace de los Parlamentos nacionales en Bruselas. Así, IPEX es uno de los pilares más importantes de la comunicación interparlamentaria sobre asuntos europeos, reuniendo la información de los Parlamentos nacionales de la Unión Europea.
IPEX está destinado a conseguir una cooperación más cercana entre los Parlamentos nacionales de los Estados miembros de la Unión Europea y una coordinación de sus enfoques sobre asuntos europeos, al mismo tiempo que busca hacer accesible a los ciudadanos europeos dicha cooperación interparlamentaria. En este contexto, IPEX ofrece una navegación multilingüe y publica los textos más importantes y las opiniones de los Parlamentos nacionales en inglés, francés y otros idiomas de la Unión Europea.
IPEX recibe contribuciones de todos los Parlamentos nacionales de los Estados miembros de la Unión Europea, de los Parlamentos de países candidatos y del Parlamento Europeo. IPEX sirve de apoyo a la COSAC y al Centro Europeo de Investigación y Documentación Parlamentaria (ECPRD, por sus siglas en inglés), para impulsar la cooperación interparlamentaria.

## Organización de IPEX
De acuerdo con las Directrices de IPEX, la Junta Directiva de IPEX es responsable de las decisiones relativas al desarrollo de IPEX. La Junta es nombrada anualmente por los Secretarios Generales de los Parlamentos nacionales y por el Parlamento Europeo en nombre de sus Presidentes.
IPEX es administrado por el Soporte Central, el oficial permanente de información y una red de corresponsales nacionales de IPEX.

## Características de IPEX
IPEX cuenta con una base de datos de información de escrutinio parlamentario nacional, de foros y una sección de noticias. Esta es de acceso público.
El sitio web tiene como misión proporcionar:
- Un resumen de la situación actual en el debate en los Parlamentos nacionales y en el Parlamento Europeo sobre las propuestas legislativas europeas procedentes de las instituciones europeas, especialmente de la Comisión Europea.

- Un intercambio de información sobre las propuestas legislativas entre los Parlamentos nacionales y entre estos y el Parlamento Europeo, con especial atención a los principios de subsidiariedad y proporcionalidad.

- Un intercambio de información sobre los documentos de consulta procedentes de la Comisión Europea como parte del "Diálogo Político " (antes conocido como "Iniciativa Barroso").

- Un calendario de la cooperación interparlamentaria.

- Enlaces a los sitios web de los Parlamentos nacionales y del Parlamento Europeo, así como a otros de cooperación interparlamentaria en el marco de la UE, ofreciendo, por ejemplo, información sobre los procedimientos institucionales en los asuntos comunitarios.

IPEX también alberga el sitio web de la Conferencia de Presidentes de la UE así como secciones dedicadas a las principales Conferencias interparlamentarias previstas en el Tratado de Lisboa, como son las Conferencias que tratan la Política Exterior de Seguridad Común y la Política Común de Seguridad y Defensa; la Gobernanza económica de la UE; o el control parlamentario de Europol.